# Stitching
Lo stitching (cucitura) di immagini è un metodo col quale si combinano molteplici immagini fotografiche per produrre un panorama o un'immagine ad alta risoluzione. Comunemente si fa ricorso a dei software, tenendo conto che per un'immagine senza soluzione di continuità è necessario che le varie parti siano tagliate in riferimento a dei margini comuni e abbiano la stessa esposizione. Alcune fotocamere digitali possono compiere processi di stitching in automatico.

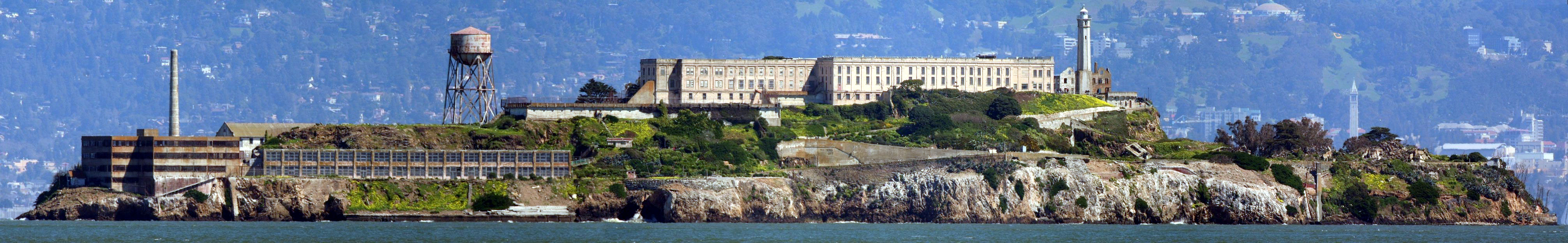
L'isola di Alcatraz vista in un esempio di panorama realizzato mediante stitching.

## Fasi del processo

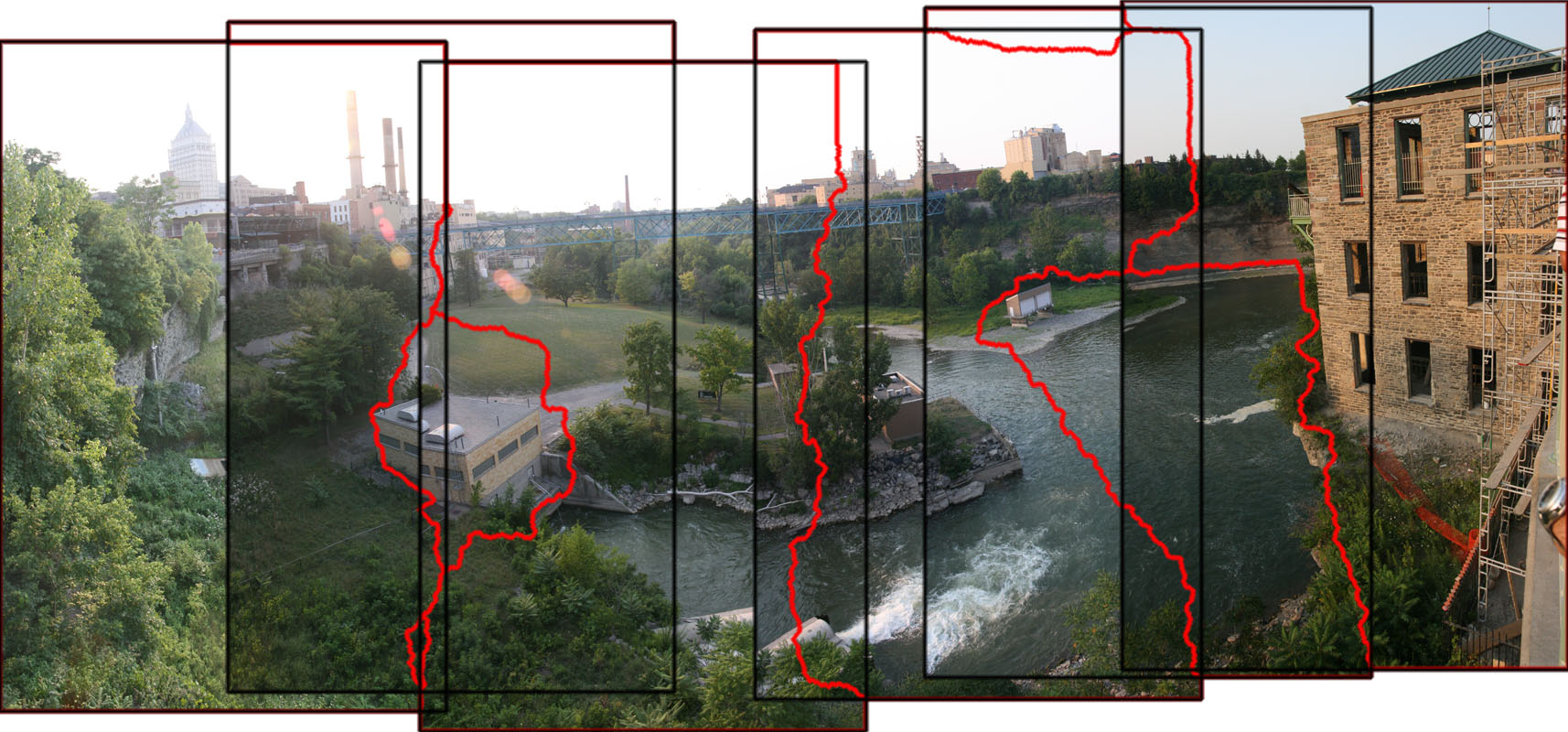
Esempio di una acquisizione fotografica geometrica e del relativo stitching lineare per la creazione di un panorama.

Il processo di cucitura può essere diviso in tre fasi principali: acquisizione dell'immagine, calibrazione e montaggio.

### Acquisizione
L'acquisizione dell'immagine coinvolge una serie di funzioni che vanno a ricercare, mediante un rilevamento di caratteristiche, gli allineamenti fra le immagini coi quali ridurre le differenze di sovrapposizione fra i pixel. Quando si utilizzano metodi di allineamento diretto sarebbe opportuno calibrare le proprie fotografie per ottenere risultati migliori. Inoltre, è possibile fare riferimento ad una bozza del panorama che si vuole ottenere, in modo da facilitare la fase di acquisizione. Per quanto riguarda l'esecuzione, finché si tratta di piccoli gruppi di immagini i risultati saranno migliori e più veloci da ottenere.

### Calibrazione
La calibrazione dell'immagine aiuta a ridurre le differenze di distorsione, esposizione, vignettatura e aberrazione cromatica causati dalla lente dell'obiettivo impiegato nella fotocamera. Se le immagini vengono salvate con la funzione di rilevamento della posizione in coordinate assolute i software di stitching possono utilizzare queste informazioni per un'ottimizzazione geometrica, oltre alla possibilità di montare le immagini in una panosfera. Panorama Tools e programmi affini utilizzano questo metodo.

### Montaggio
Il montaggio delle immagini implica l'esecuzione degli aggiustamenti effettuati nella fase di calibrazione, combinata con la rimappatura delle immagini al fine di ottenerne una di uscita. I colori vengono ricalibrati fra le immagini per compensare le differenze di esposizione (color mapping). Se possibile, il merge dell'HDR (high dynamic range) viene eseguito tramite compensazione dell'effetto di movimento e riduzione dell'effetto fantasma. Le immagini vengono unite e le linee di cucitura ottimizzate per ridurne la visibilità.

## Tipi di proiezione
Per le immagini prese dallo stesso punto nello spazio, la cucitura può essere realizzata con vari tipi di proiezione.

### Rettilinea

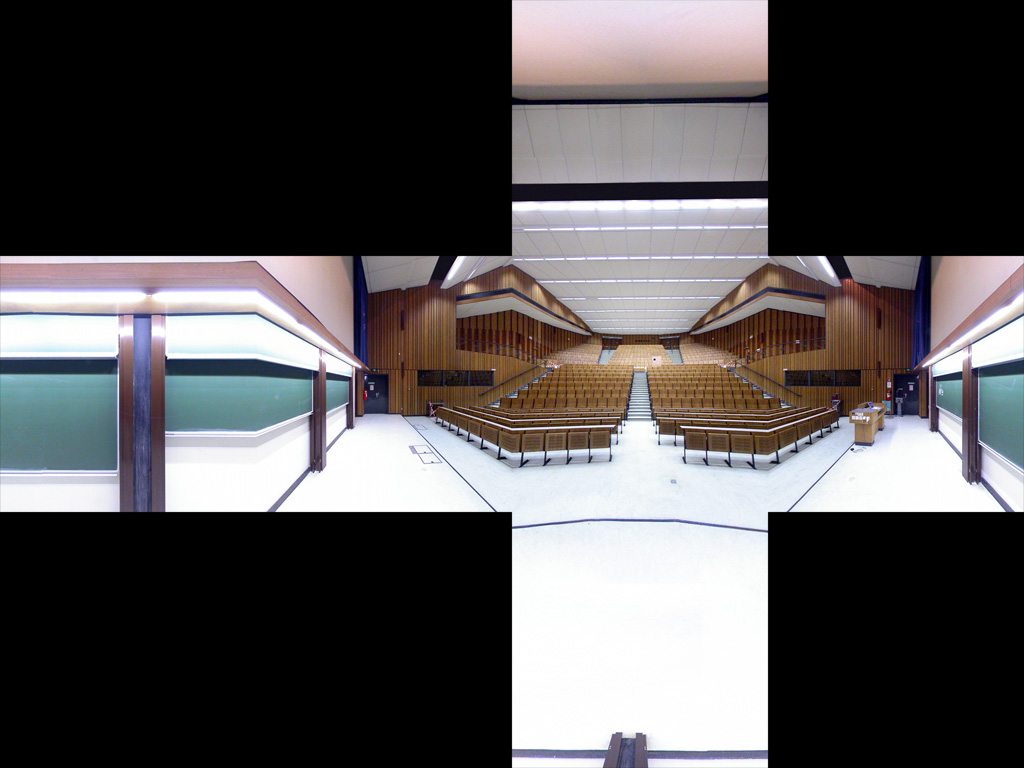
Esempio di proiezione rettilinea.

Nella proiezione rettilinea l'immagine soggetta a stitching è vista su due piani dimensionali intersecanti la panosfera in un solo punto. Le linee rette vengono mostrate tali indipendentemente dalla loro direzione sull'immagine. Le viste panoramiche, attorno ai 120°, iniziano a mostrare notevoli distorsioni vicino ai margini dell'immagine. Un esempio di proiezione rettilinea è l'impiego di "facce cubiche" adoperando quindi una mappatura cubica per le viste panoramiche. Il panorama viene mappato tramite sei quadrati, dove ogni faccia del cubo mostra un'area del panorama a 90°.

### Cilindrica
Nella proiezione cilindrica l'immagine soggetta a stitching mostra un campo orizzontale della vista a 360° con una altezza verticale limitata. Le immagini panoramiche in questa proiezione sono fatte per essere viste come dall'interno di un cilindro sul quale sono avvolte. Quando viste su di un piano (bidimensionale) le linee orizzontali appaiono curve mentre le verticali rimangono rettilinee. Le distorsioni verticali incrementano invece rapidamente quando ci si avvicina al polo della panosfera, ossia sulla faccia di sezione circolare del cilindro. Esistono vari metodi di proiezione cilindrica, come la proiezione di Mercatore e la proiezione di Miller, le quali presentano distorsioni minori in prossimità dei poli della panosfera.

### Sferica

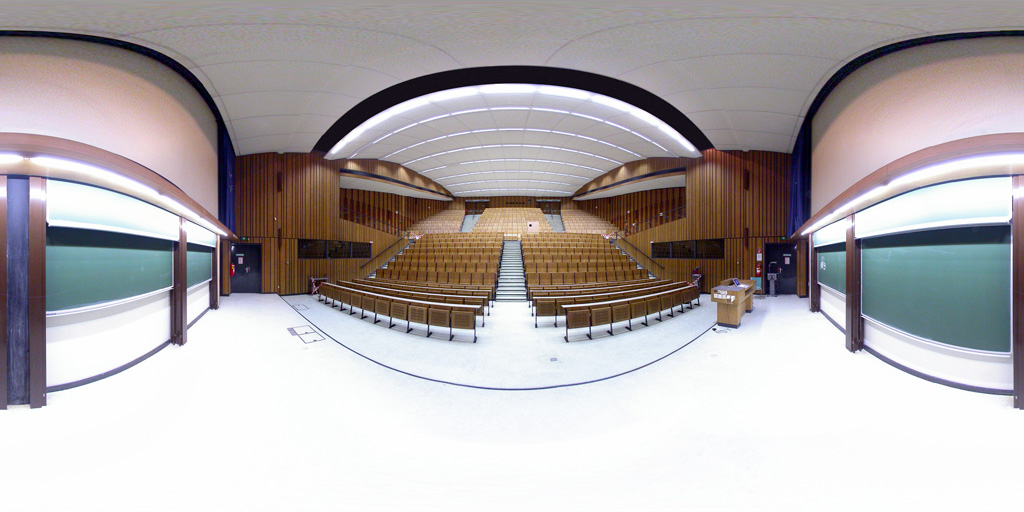
Esempio di proiezione sferica.

Nella proiezione sferica o equirettangolare (riconducibile ad un'altra proiezione cilindrica) l'immagine soggetta a stitching mostra una vista di 360° in orizzontale e 180° in verticale, vale a dire di tutta la sfera. Le panoramiche in questa proiezione sono fatte per essere viste dall'interno di una sfera sulla quale sono avvolte. Quando viste su di un piano le linee orizzontali appaiono curve come nella proiezione cilindrica, mentre le verticali rimangono rettilinee.

### Panini
Dal momento in cui un panorama è fondamentalmente la mappa di una sfera, possono essere adoperati altri metodi di proiezione di mappatura cartografica. In aggiunta esistono proiezioni specifiche con le quali ottenere risultati esteticamente più piacevoli, come il metodo di proiezione di Hugin Panini, (dal nome del pittore italiano vedutista Giovanni Paolo Pannini) o di proiezione vedutista di PTGui (Panorama Tools Graphical user interface). Diverse proiezioni possono essere combinate nella stessa immagine per la messa a punto dell'aspetto finale dell'immagine di uscita.

### Stereografica
La proiezione stereografica o il fish-eye possono essere utilizzati per costituire una sorta di "piccolo pianeta", un panorama dove la macchina fotografica virtuale punta verso il basso e l'impostazione del campo di vista è abbastanza grande da mostrare l'intero terreno e alcune delle aree soprastanti, oppure punta verso l'alto creando un effetto tunnel. La conformazione della proiezione stereografica può produrre risultati visivamente più piacevoli rispetto alla stessa area in una proiezione fish-eye.

## Incongruenze

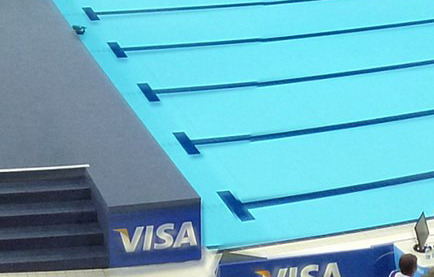
Dettaglio di una foto del London Aquatics Centre in cui sono visibili errori di stitching dovuti alla parallasse.

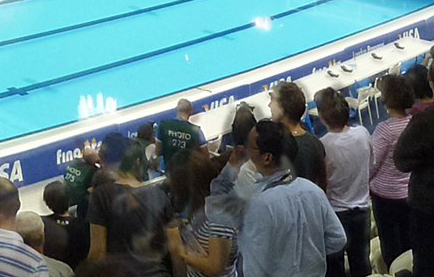
Dettaglio della stessa foto in cui sono visibili errori di stitching dovuti al movimento delle persone.

L'impiego di immagini prese da punti diversi, facendo perno sull'obiettivo della camera, può portare a errori dovuti alla parallasse sull'immagine finale. Quando la scena catturata presenta un movimento rapido o un movimento dinamico possono verificarsi erronee sovrapposizioni date dalle differenze di tempo tra le immagini. Un modo per evitare il problema di distorsione dovuto alla parallasse è quello di utilizzare una fotocamera per grandi formati, mantenendola fissa. Sul mercato esistono diversi dispositivi di scorrimento che consentono lo spostamento della camera senza muoverla sensibilmente, come ad esempio il Flex Adapter. Per elaborare immagini con più assi di cucitura esistono degli adattatori, come il MultiStitch, che consentono di ottenere immagini sovrapponibili con precisione sia in orizzontale che in verticale. Un altro vantaggio, utilizzando una fotocamera da grande formato, è che il dispositivo di acquisizione rimane sul piano per ogni acquisizione e le imperfezioni di rotazione e le distorsioni cilindriche vengono eliminate.

## Software
Esistono software dedicati allo stitching, quali Autostitch, SharpStitch, Kolor Autopano, Hugin, PanoramaMaker, PTGui, Panorama Tools, Microsoft Research Image Composite Editor e CleVR Stitcher. Molti altri software di fotoritocco o fotomontaggio possono assemblare delle immagini, un esempio è Photoshop di Adobe, che presenta uno strumento denominato Photomerge e, dalle ultime versioni, il nuovo Auto-Blend.